# 洛根克里克 (內華達州)
洛根克里克（英語：Logan Creek）是位於美國內華達州道格拉斯縣的普查規定居民點。

## 人口
根據2020年美國人口普查的數據，洛根克里克的面積為4.68平方千米，當中陸地面積為4.54平方千米，而水域面積為0.14平方千米。當地共有人口40人，而人口密度為每平方千米8.55人。